# خانه دوست کجاست (آلبوم)
خانه دوست کجاست آلبومی استودیویی است که خوانندگی آن بر عهده علیرضا افتخاری و آهنگسازی و تنظیم آن به عهده مهدی تاری می‌باشد. آلبوم در دی ۱۳۹۲ توسط مؤسسه نغمه‌های ماندگار ایرانیان منتشر شد.

## دست‌اندرکاران

### هنرمندان
- خواننده: علیرضا افتخاری
- آهنگساز: مهدی تاری

#### نوازندگان
- سنتور: مهدی تاری، نیما جمال
- تنبک: کامبیز گنجه ای
- ویلن سل: کریم قربانی
- ویولا: بابک کوهستانی
- نی: داود ورزیده
- تار: آزاد میرزاپور
- عود: علی درویش نوری
- کمانچه: فرشاد صارمی بم

#### عوامل دیگر
- ضبط: استودیو پرومنوم (مهدی شبخیز)

## قطعات
| نام ترانه        | ترانه‌سرا    | آهنگساز   | تنظیم کننده |
| ---------------- | ----------- | --------- | ----------- |
| «آب را گل نکنیم» | سهراب سپهری | مهدی تاری | مهدی تاری   |
| «دوست»           | سهراب سپهری | مهدی تاری | مهدی تاری   |
| «وحی در لحظه»    | سهراب سپهری | مهدی تاری | مهدی تاری   |
| «گلستان»         | سهراب سپهری | مهدی تاری | مهدی تاری   |
| «آفتابی»         | سهراب سپهری | مهدی تاری | مهدی تاری   |
| «سوگند»          | سهراب سپهری | مهدی تاری | مهدی تاری   |
| «باران»          | سهراب سپهری | مهدی تاری | مهدی تاری   |